# Cuchilla de Haedo
Cuchilla de Haedo – pasmo wzgórz w północnym Urugwaju. Rozciąga się w kierunku północny wschód-południowy zachód od granicy brazylijsko-urugwajskiej do zbiegu rzek Río Negro i Urugwaj. Znajduje się w departamentach: Rivera, Tacuarembó, Artigas, Salto, Paysandú i Río Negro.

## Niektóre szczyty
- Cerro Batoví (224 m n.p.m.)
- Cerro Bonito (351 m n.p.m.)
- Cerro Cementerio (255 m n.p.m.)
- Cerro de los Chivos (284 m n.p.m.)
- Cerro del Medio (221 m n.p.m.)
- Cerro Lunarejo (332 m n.p.m.)
- Cerro Miriñaque (282 m n.p.m.)
- Cerro Virgen